# 横山美智子
横山 美智子（よこやま みちこ、1895年（明治28年） - 1986年（昭和61年）9月30日）は、日本の小説家。本名は黒田カメヨ（横山寿篤との結婚後も戸籍上の姓は黒田だった）。
夫の横山寿篤は出版社キンノツノ社社長。

## 略歴

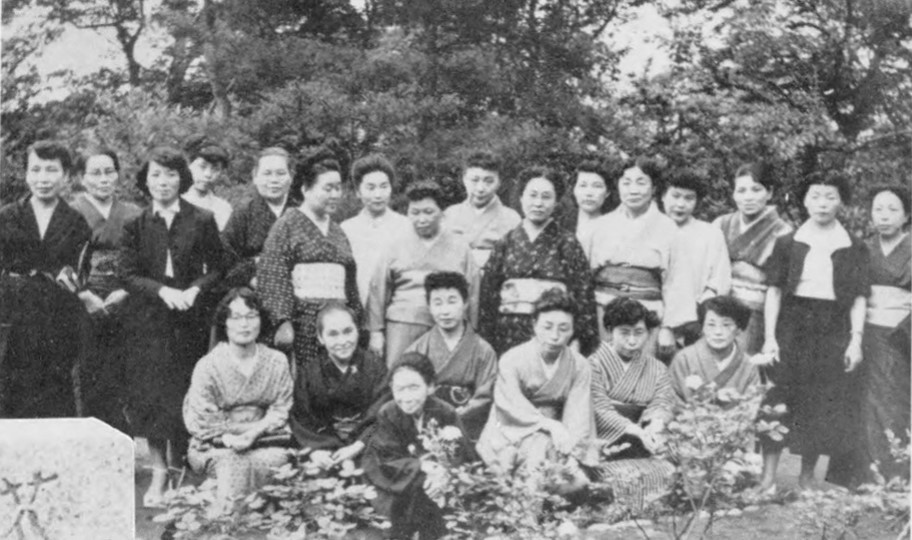
1954年、林芙美子の三回忌に集まった女性の文学者たち。
前列左から、小山いと子、森田たま、林芙美子の母、美川きよ、川上喜久子、円地文子、大田洋子。
後列左から、宇野千代、大谷藤子、三宅艶子、城夏子、壺井栄、平林たい子、由起しげ子、村岡花子、横山美智子、佐多稲子、芝木好子、板垣直子、大原富枝、阿部光子、峯雪栄、森三千代。

広島県尾道市久保尼寺小路（現在の笠井病院近く）に生まれる。1908年（明治41年）、尾道女子高等小学校（現在の尾道市立久保小学校）を卒業。その二年後文学を志して上京。1917年（大正6年）に横山寿篤と結婚。1934年（昭和9年）、小説『緑の地平線』が朝日新聞の懸賞小説に当選。翌1935年（昭和10年）にはこのデビュー作は日活より「緑の地平線」の題で映画化（前篇10月1日　後編10月9日）される。同年には文芸作家協会会員になる。少女小説を多く手がける一方、少年倶楽部、キングでは横山美智夫、黒田道夫のペンネームで作品を発表。
『よい子強い子』（1939年、文昭社）の一遍「くもとちゅうりっぷ」は戦時中に製作された古典的な国産アニメ「くもとちゅうりっぷ」の原作。小説のかたわら『伸びゆく子供』『こう叱るこうほめる』『現実のこども』など教育関係の本を書いている。
1955年（昭和30年）ごろには作家活動を終えている。長女・山脇百合子は英文学者、実践女子大学名誉教授。三女・横山はるひはバレリーナ。

## エピソード
- 代表作『嵐の小夜曲（セレナーデ）』の初出は1929年（昭和4年）から1930年（昭和5年）の《少女の友》（実業之日本社）で連載され人気を博した。大日本雄弁会講談社より出た単行本はベストセラーとなり、54版もの重版となった。「講談社のビルはこの本のおかげで建った」という冗談まであり、のちの1982年（昭和57年）のインタビューで横山自身が「売れましたねえ。題名がよかったんでしょう」と述べている[2]。
- 人気の一方、批判は作者の現役時代にもあり、村岡花子が横山美智子の『朝のよろこび』が放送されたことを取り上げ「極めて安価なセンチメンタリズムの一言で尽きる」「結局、少女の感情といふものを、安価にみくびつてゐる」と名指しで批判している[3]。実際、村岡の批判通り横山の作風はあまりに読者の要望と時代に合わせすぎているため、後の時代から見ると陳腐でご都合主義的な展開にもとれる。逆に見れば名指しで批判されるほどの知名度と人気があったことは確かであった。その批判について横山は反論することはなかった[4]。また1956年(昭和31年)の「時雨(長谷川時雨)を偲ぶ会」に横山、村岡は共に出席していることからも激しく対立することはなかったようである[5]。
- その容姿について、「女流作家にしては美人過ぎた」という意見もあった[6]。

## 著書
- 『生命の花 詩集』文星書院 1925
- 『級の光り 美談小説』大日本雄辯會講談社 1927
- 『幸福の丘』フタバ書房 1927
- 『賢こい王様の話』昭陽堂書店 聖書物語文庫 1928
- 『処女の道 外1篇』平凡社 令女文学全集 1929
- 『よいお友達』教文館 1929
- 『嵐の小夜曲』大日本雄弁会講談社 1930
- 『紅薔薇白薔薇』大日本雄辯會講談社 1934
- 『緑の地平線』朝日新聞社 1935
- 『よい子強い子』遠山陽子絵 文昭社 1939
- 『少女時代』富士書店 1940
- 『國民新童話. 5年生』駸々堂書店 1941
- 『生活の目標』万里閣 1941
- 『青春時代』富士書店 1941
- 『青い笛』昭森社 1942
- 『美しい國』冨士書店 1942
- 『純愛』武蔵書房 1942
- 『若き生命』新生社 1942
- 『風と子ども』新大衆社 1943
- 『若き日』葛城書店 1943
- 『伸びゆく子供 若き母と教師に贈る』明治図書 1946
- 『静かなる奔流』新人社 1947
- 『閃光』ヒマワリ社 1947
- 『妻の時代』新女性社 1947
- 『天まで上れ 童話集』明治図書出版社 1947
- 『日本の少女 少女小説』新人社 1947
- 『母の像』京北書房 1947
- 『よい子のお話』吉成書房 1947
- 『乙女の祈り 少女小説』梧桐書院 1948
- 『生命の飛躍』吉成書房 1948
- 『光はいづこに 少女小説』新浪漫社浅田書店 1948
- 『友情の曲 長編少女小説』内田書店 1948
- 『乙女の便り』妙義出版社 1949
- 『銀の十字架 少女小説』新浪漫社浅田書店 1949
- 『月光とワルツ 少女小説』三杏社 1949
- 『幸福の蕾』大泉書店 1949
- 『白鳥の湖 少女小説』偕成社 1949
- 『母の歌』梧桐書院 1949
- 『みどり輝く 少女小説』文陽社 1949
- 『リラの花咲く丘 少女小説』ポプラ社 1949
- 『母椿』ポプラ社 1950
- 『花と風の記』東洋書館 1952
- 『花は考える』同光社磯部書房 1952
- 『現実のこども』明治図書出版 1953
- 『山鳴り』毎日新聞社 1953
- 『女性手紙の書き方』要書房 実用新書 1954
- 『たのしいお話 よい子の生活指導 1～6年生』ポプラ社 1954-1955
- 『紅ばらの夢』ポプラ社 1954
- 『花の冠』ポプラ社 1955
- 『花物語』大日本雄弁会講談社・ロマン・ブックス 1956
- 『こう叱るこうほめる』明治図書出版 1958
- 『母十三人の手記 わが子に願う』（編）明治図書出版 1960
- 『純愛』ゆまに書房 2002 <戦時下>の女性文学
- 『紅ばらの夢』ゆまに書房 2003 少女小説傑作選カラサワ・コレクション

## インタビュー
- 尾崎秀樹『夢をつむぐ―大衆児童文化のパイオニア』（光村図書、1986年） ISBN 4895280101